# Crest
Crest ist eine französische Gemeinde mit 8712 Einwohnern (Stand 1. Januar 2022) im Département Drôme in der Region Auvergne-Rhône-Alpes. Der Name kommt von einer crête rocheuse (felsiger Kamm), einem zu Tage tretenden Felskamm, der von weitem sichtbar ist und an dessen Fuß heute die Stadt liegt. Die Bewohner werden Crestois und Crestoises genannt.
Die Gemeinde erhielt 2022 die Auszeichnung „Eine Blume“, die vom Conseil national des villes et villages fleuris (CNVVF) im Rahmen des jährlichen Wettbewerbs der blumengeschmückten Städte und Dörfer verliehen wird.

## Geographie
Crest liegt im Südwesten des Départements Drôme, am gleichnamigen Fluss Drôme, der dem Département den Namen gibt. Die Stadt liegt auch südwestlich des Regionalen Naturparks Vercors, mit dem sie als Zugangsort assoziiert ist.

## Geschichte

### Kapuzinerkloster und Internierungslager Crest
Auf dem Gelände des heute noch bestehenden Kapuziner-Klosters in der Avenue Henri-Grand
befand sich bereits 1187 ein für religiöse Zwecke genutztes Gebäude. Der Bau des heutigen Klosters begann 1610, und wurde Mitte des 18. Jahrhunderts wurde die Anlage erweitert und erhielt ihre heutige Struktur. Im Laufe des 19. Jahrhunderts wurde im Kloster ein Gymnasium eingerichtet, danach ein Mädchenpensionat und schließlich eine Einrichtung zum Studium der Theologie.
Während des Ersten Weltkriegs wurde das Kloster als Internierungslager für Zigeuner genutzt, die aus Elsaß-Lothringen vertrieben worden waren. Aufgrund dieser geographischen Herkunft galten sie als Angehörige einer feindlichen Nation, und als Nomaden waren sie aufgrund eines Gesetzes vom 16. Juli 1912 noch zusätzlichen sozialen Ausgrenzungen ausgesetzt. Als Gründe für ihre Internierung wurden angeführt: „"undefinierte Nationalität", "Spionageverdächtiger", "unerwünscht im Armeegebiet", "bewegt sich nachts ohne Erlaubnis", "Handel mit dem Feind", "Landstreicherei", "Angriff auf die Sittlichkeit"“. Das Lager von Crest war im Ersten Weltkrieg das einzige Lager in Frankreich mit einer überwiegend nomadischen Bevölkerung; die Internierten blieben dort über den Waffenstillstand hinaus.
Emmanuel Filhol, ein Hochschullehrer aus Bordeaux hat über das Lager Crest eine ein Buch veröffentlicht. In seiner Rezension des Buches schreibt Ralph Schor über die im Lager herrschenden Verhältnisse:

« Les « Romanichels » arrêtés transitèrent souvent de camp en camp, à Luçon, Alès, Le Vigan, Brignoles, Saint-Maximin. Les familles se trouvèrent parfois séparées, les populations locales manifestèrent souvent de l’hostilité à l’égard des nomades. La destination finale était Crest, commune de 5 536 habitants située à 23 kilomètres de Valence. Là s’élevait un ancien couvent de capucins, bâtiment en mauvais état, faiblement éclairé par d’étroites meurtrières, malpropre, fissuré et dépourvu de nombreux carreaux ce qui empêchait l’installation d’un chauffage sérieux ; seuls quelques poêles purent être placés dans le réfectoire et certains couloirs. La capacité d’accueil était de 160 personnes, dont 52 % d’enfants de moins de 16 ans. Les femmes représentaient 40 % des adultes. La garde fut confiée à 24 militaires. [..]
La vie quotidienne, placée sous le signe de la contrainte, prit son rythme. Au long de la guerre, 28 naissances furent enregistrées. [..]
Le nombre des décès monta à 6 chez les enfants et 4 chez les adultes. »

„Die verhafteten „Romanichels“ wanderten oft von Lager zu Lager, in Luçon, Alès, Le Vigan, Brignoles, Saint-Maximin. Familien wurden manchmal getrennt und die lokale Bevölkerung zeigte oft Feindseligkeit gegenüber den Nomaden. Das Endziel war Crest, eine Stadt mit 5.536 Einwohnern, 23 Kilometer von Valencia entfernt. Dort stand ein altes Kapuzinerkloster, ein Gebäude in schlechtem Zustand, schlecht beleuchtet durch enge Schießscharten, unsauber, rissig und ohne viele Fenster, die den Einbau einer ernsthaften Heizung verhinderten; Im Refektorium und in bestimmten Fluren konnten nur wenige Öfen aufgestellt werden. Die Aufnahmekapazität betrug 160 Personen, davon 52 % Kinder unter 16 Jahren. 40 % der Erwachsenen waren Frauen. Die Bewachung wurde 24 Soldaten anvertraut. [..]
Der Alltag nahm im Zeichen des Zwanges seinen Rhythmus. Während des gesamten Krieges wurden 28 Geburten registriert. [..]
Die Zahl der Todesfälle stieg bei Kindern auf 6 und bei Erwachsenen auf 4.“

Fotos aus dem camp de Crest aus dem Jahr 1916
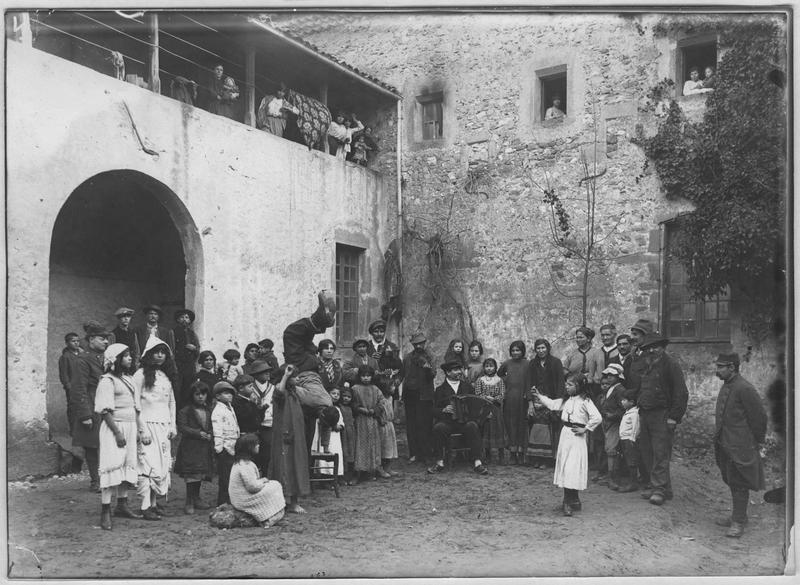
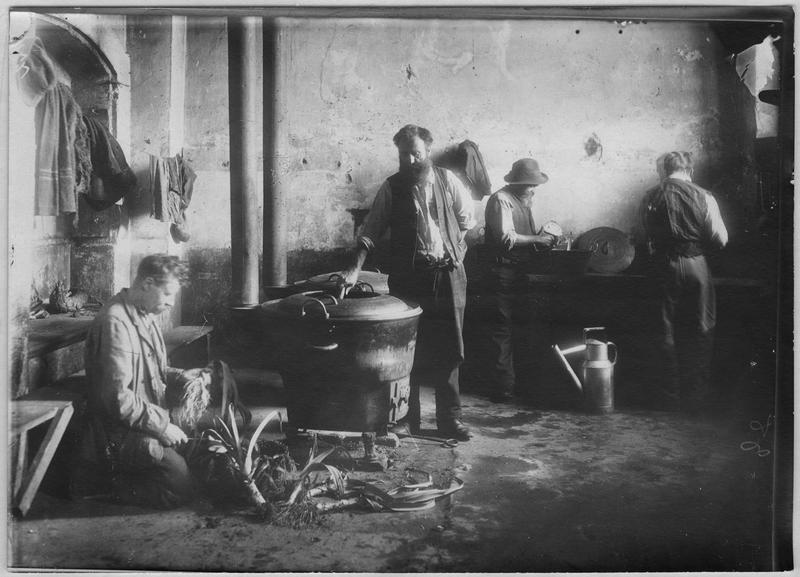
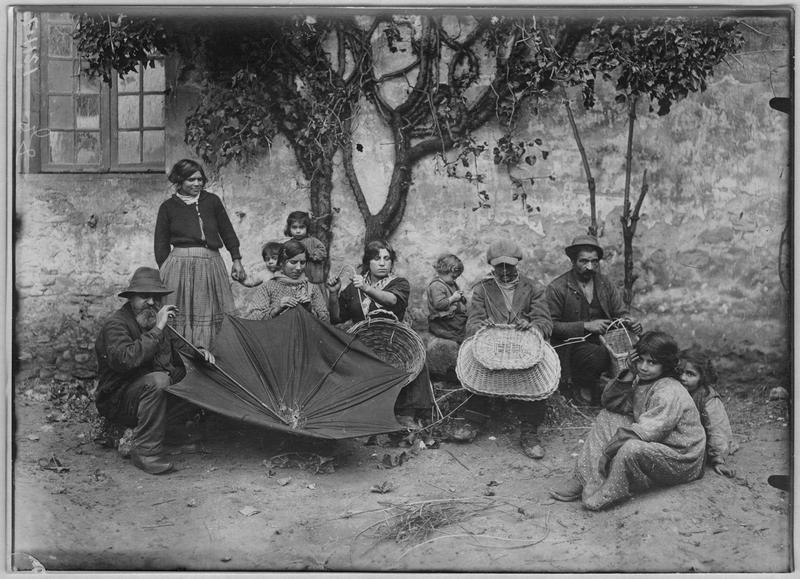
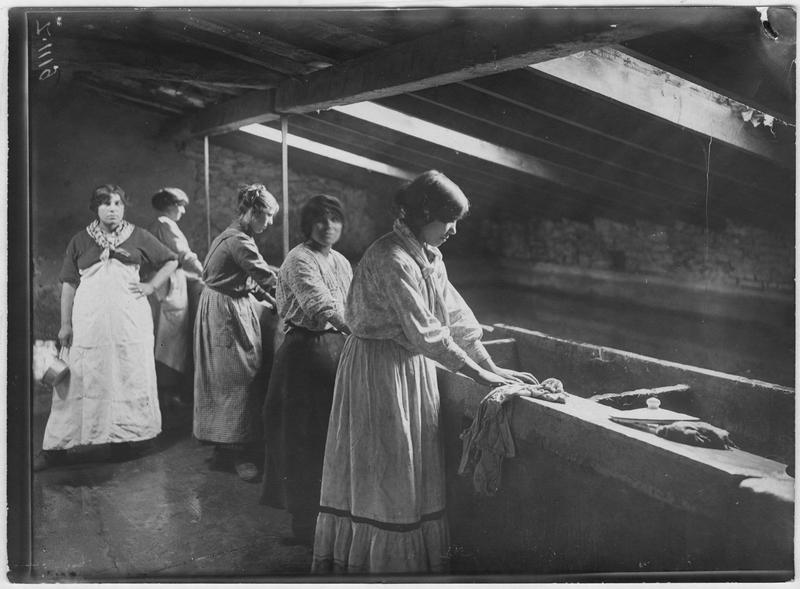
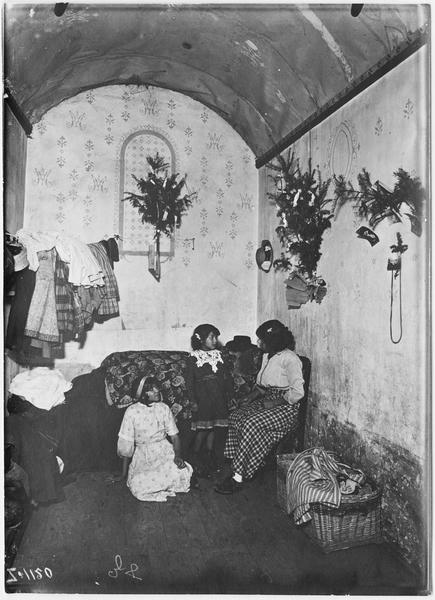

Nach dem Ende des Ersten Weltkriegs kauften einige wohlhabende Gönner das Kloster und stellten es 1922 wieder den Kapuzinern zur Verfügung. Zwischen 1981 und 1984 folgte eine vollständige Restaurierung des Klosters, in dem heute noch zehn Kapuzinerbrüder leben.

## Bevölkerungsentwicklung
| Jahr                       | 1962 | 1968 | 1975 | 1982 | 1990 | 1999 | 2007 | 2018 |
| Einwohner                  | 6207 | 7140 | 7519 | 7518 | 7583 | 7739 | 7789 | 8629 |
| Quellen: Cassini und INSEE |      |      |      |      |      |      |      |      |

## Sehenswürdigkeiten
Die Stadt wird von der im Norden auf steiler Felswand stehenden mächtigen Turmburg beherrscht, die bei Annäherung von Süden schon von weitem sichtbar ist. Die Burg Crest besteht nur aus diesem Turm, der mit 52 Meter Höhe der höchste Burgturm in Frankreich ist. Er ist seit 1877 als Monument historique klassifiziert.
In der Burg wurden für längere Zeit Hugenotten gefangen gehalten. Bei Besichtigungen sieht man noch Wandkritzeleien aus dieser Zeit. Dadurch entstehen Bezüge zum Tour de Constance in Aigues-Mortes.
Die Kirche Saint-Sauveur wurde zwischen 1842 und 1848 erbaut. Sie ist seit 1983 als Monument historique klassifiziert.
Die Kapelle de l’hôpital wurde 1675 errichtet und ihre Westfassade ist seit 1981 als Monument historique eingeschrieben.
Die ehemalige Kapelle der Cordeliers, heute Kirche Sainte-Marie, wurde in der zweiten Hälfte des 16. Jahrhunderts gebaut und ist seit 1986 als Monument historique eingeschrieben.
Das Haus Breyton in der Rue des Cuiretteries wurde im 16. Jahrhundert errichtet; seine Fassade und das zur Straße gelegene Dach sind seit 1981 als Monument historique eingeschrieben.
Das Haus in der Rue de la République 14 ist das Gebäude einer Vorschule. Es ist im 17. Jahrhundert gebaut worden, seine Fassade und das zur Straße gelegene Dach sind seit 1980 als Monument historique eingeschrieben.
Das ehemalige Hôtel de Pluvinel aus dem 17. Jahrhundert ist in Teilen seit 1984 als Monument historique eingeschrieben.
Das Gebäude des Postamts wurde 1820 gebaut und ist in Teilen seit 1975 als Monument historique eingeschrieben.
Im Jahr 2001 wurde eine 93 Meter lange und 8 Meter breite Holzbrücke fertiggestellt, die beide Ufer der Drôme verbindet. Es handelt sich um die längste Holzbrücke Frankreichs.
Im Ortsteil La Plaine befindet sich eine der größten Pfingstrosenzuchten der Welt, wo es über 650 Sorten der Pfingstrose zu sehen gibt: die Gärtnerei Pivoines Rivière.

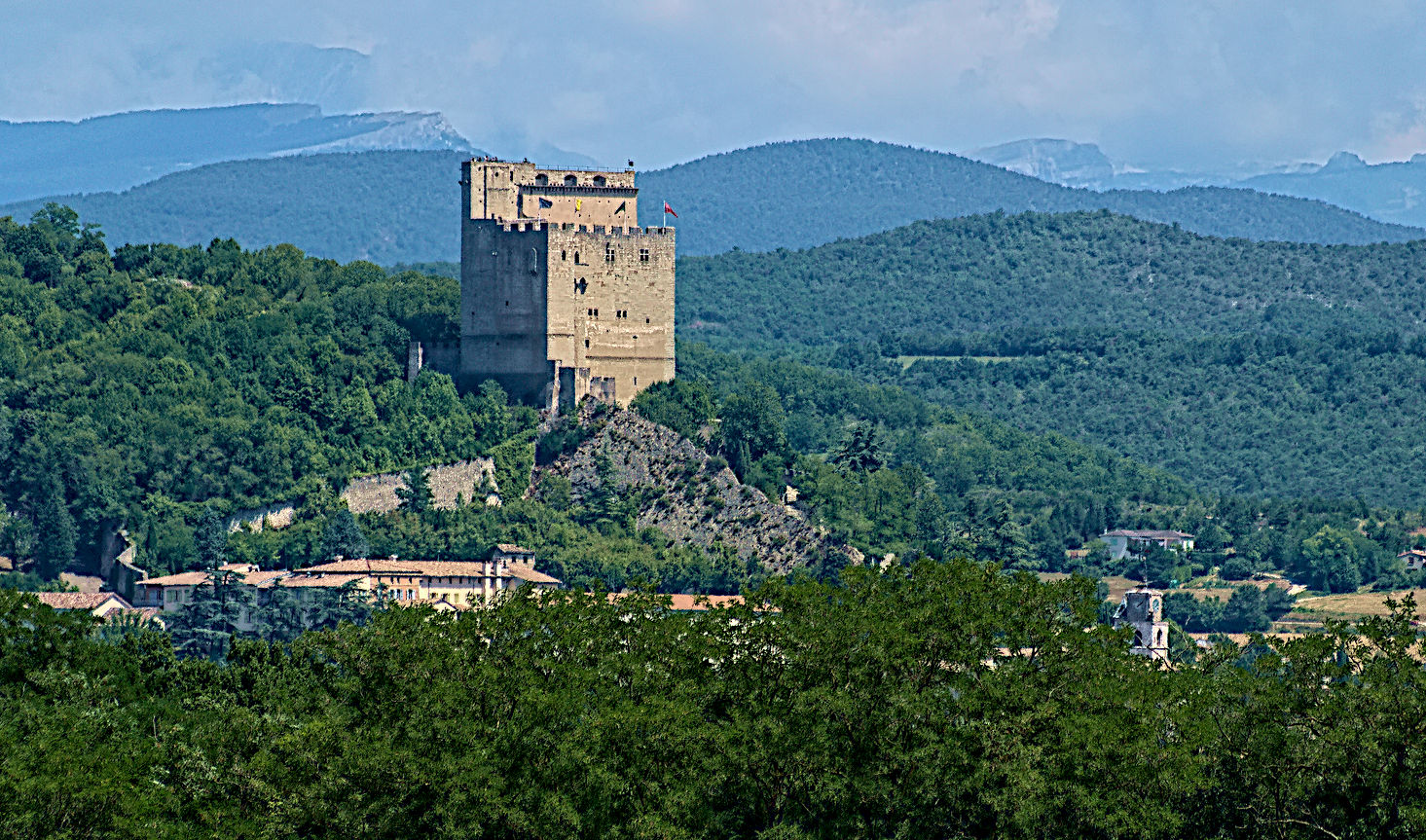
52 m hohe Turmburg
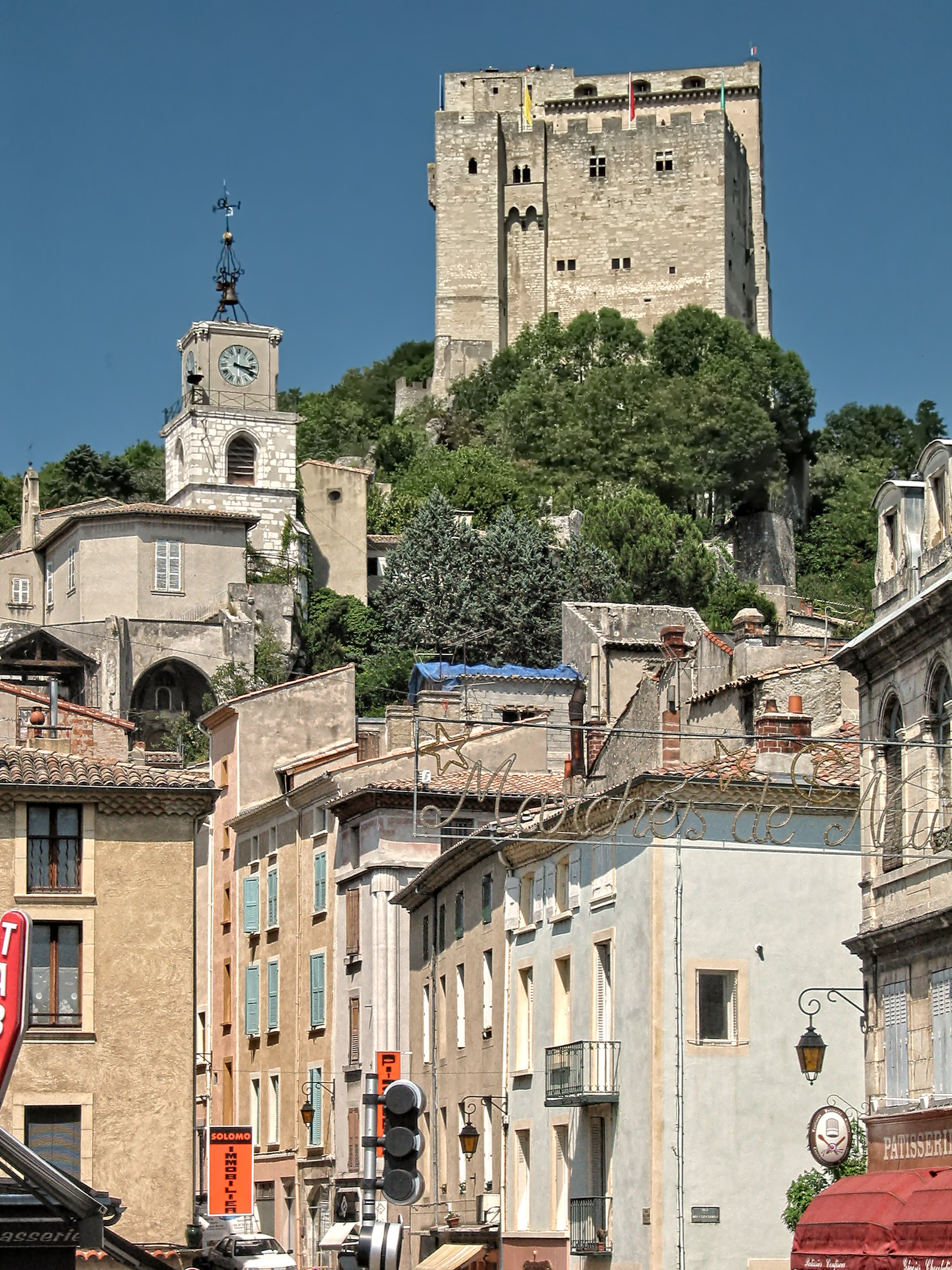
Die Stadt mit der beherrschenden Turmburg
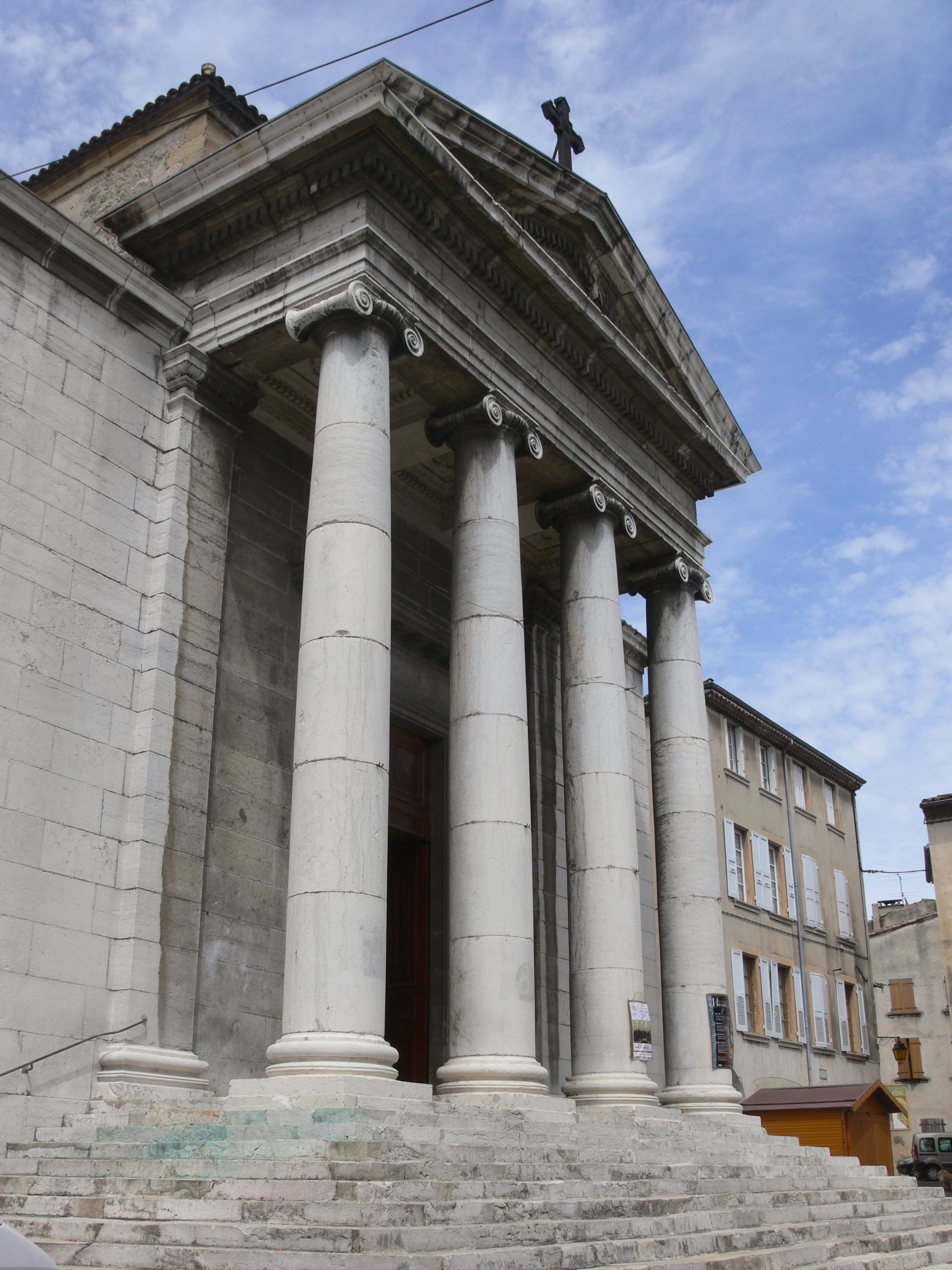
Kirche Saint-Sauveur
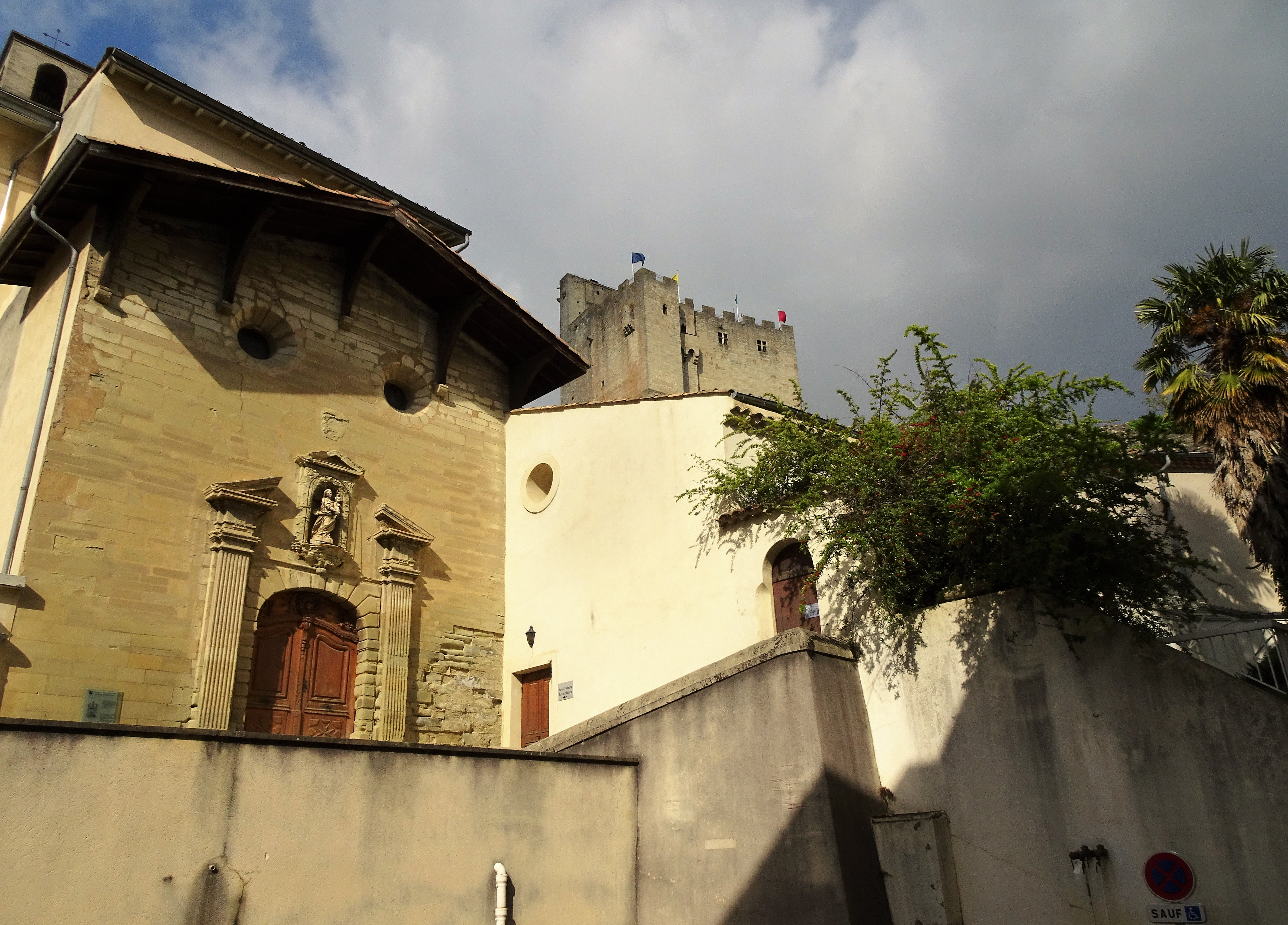
Kapelle de l’hôpital
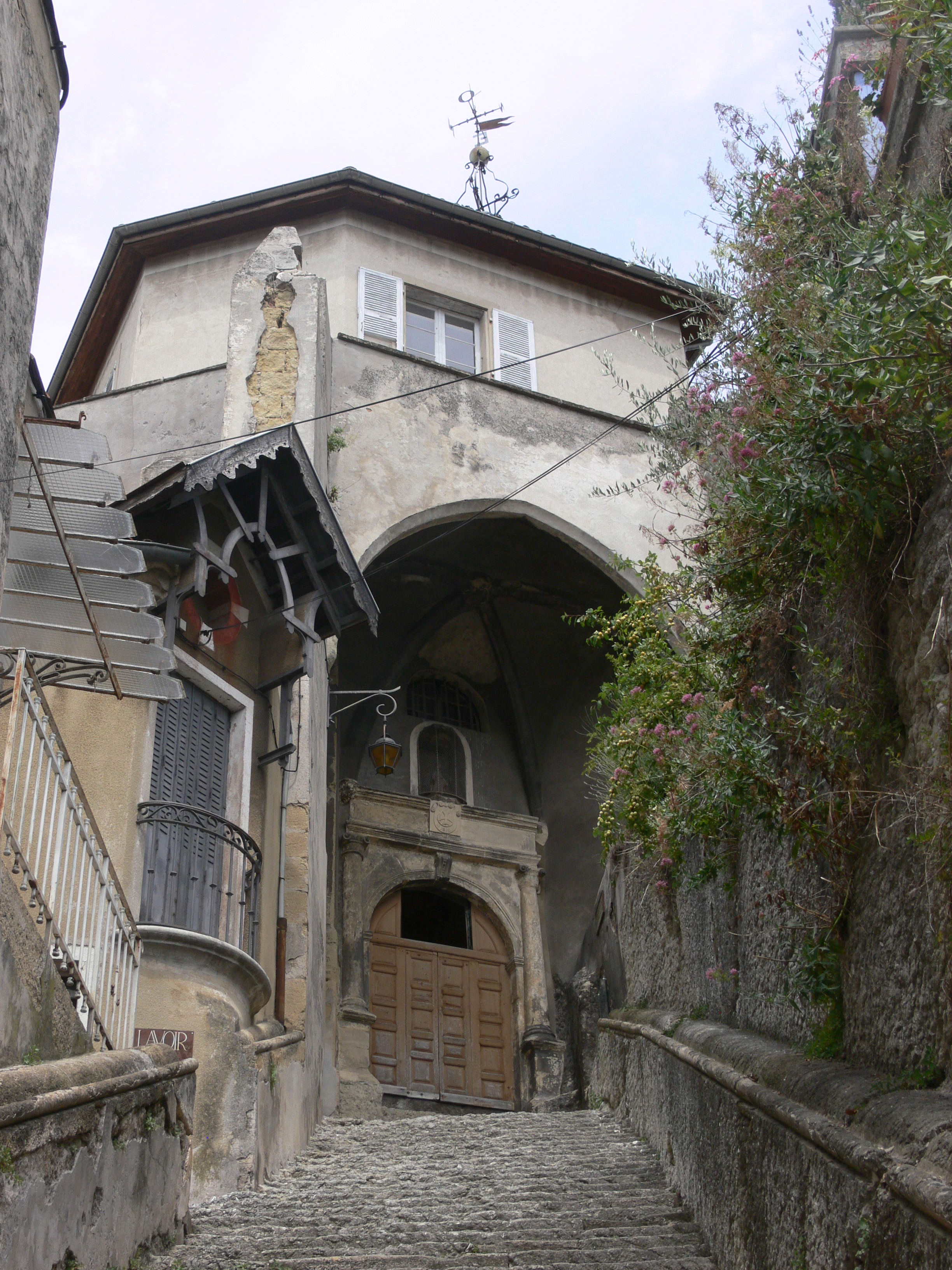
Ehemalige Kapelle der Cordeliers
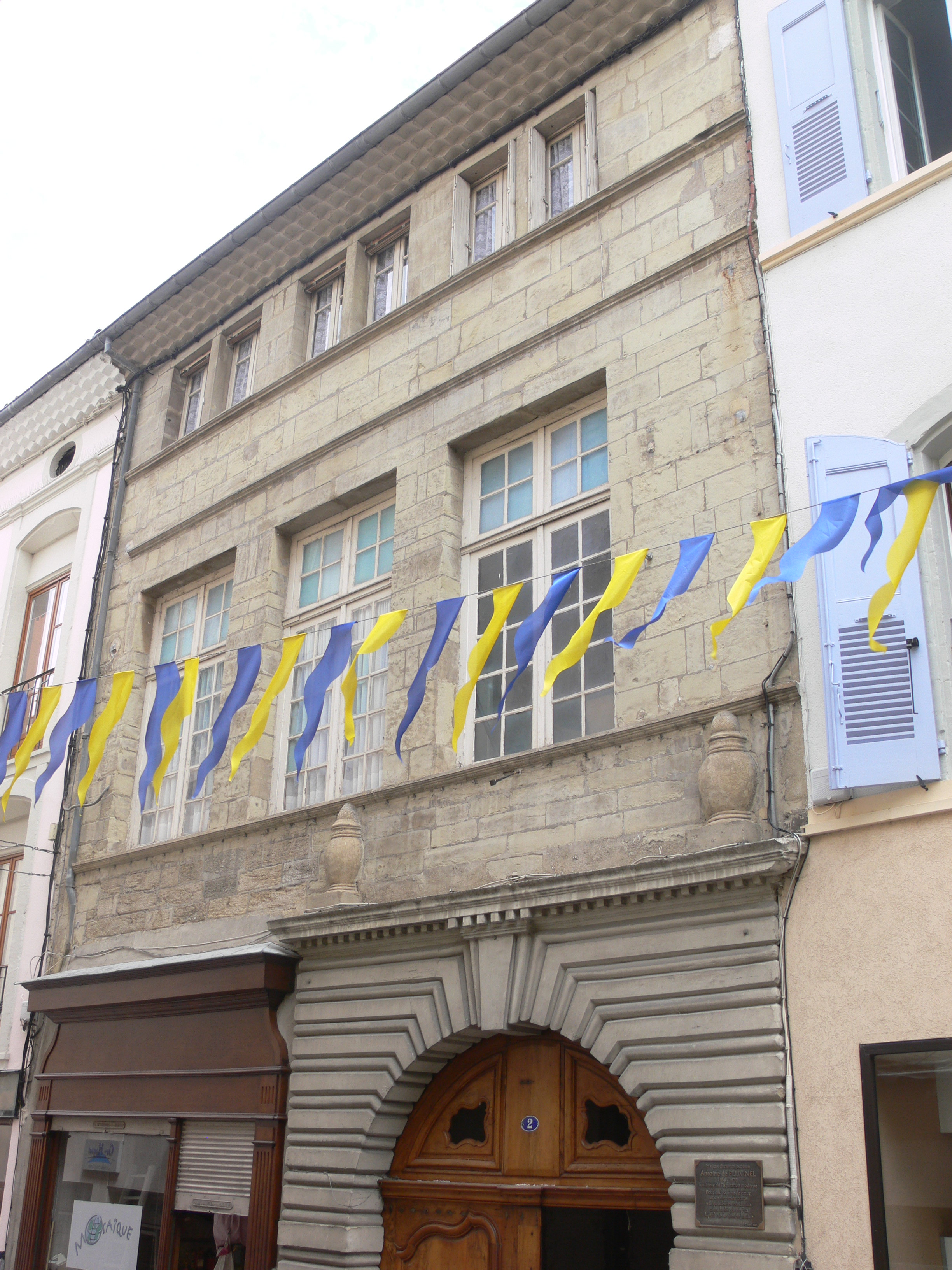
Hôtel de Pluvinel
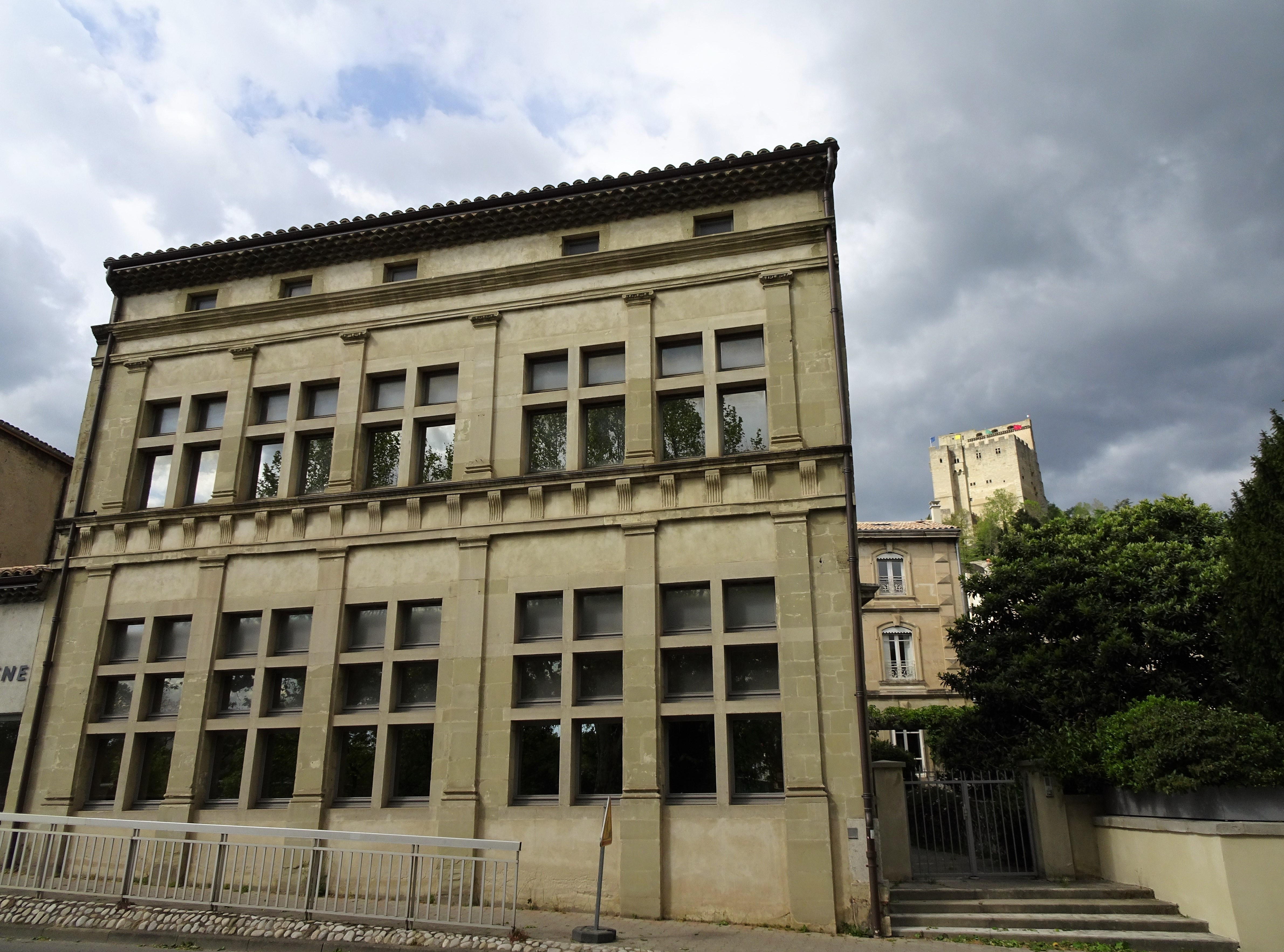
Postamt
Holzbrücke

## Städtepartnerschaften
- Nidda in Hessen (Deutschland)
- Cromer in der Grafschaft Norfolk (Großbritannien)
- Ponte San Nicolò in Venetien (Italien)
- Medvode in Slowenien

## Persönlichkeiten
- Nicolas Barnaud (1538–1604), hugenottischer Alchemist, Arzt und Pamphletist
- Peter Indergand (* 1957), Schweizer Kameramann
- Georges Riquier (1918–1998), französischer Schauspieler